# Edgars Bertuks
Edgars Bertuks (1. januar 1985 i Alūksne i Lettiske SSR) er en lettisk orienteringsløber og tidligere verdensmester i orienteringsløb. Han vandt mellemdistancen ved VM i orienteringsløb 2012 i Lausanne, fem sekunder før sølvvinderen Valentin Novikov.